# رکسان گی
رُکسان گی (انگلیسی: Roxane Gay)، (زادهٔ ۱۵ اُکتبرِ ۱۹۷۴) در اوماها، ایالت نبراسکا، نویسنده، استاد دانشگاه، سردبیر، و منتقد ادبی اهل آمریکا است. او با کتاب فمینیست بد به شهرت جهانی رسید؛ اولین مجموعه‌داستان او «آییتی» در سال ۲۰۱۱ و دومین مجموعه‌داستانش «زنان بدقلق» در سال ۲۰۱۷ منتشر شد. 
«گی» سال ۲۰۱۷ سرگذشت خودش گرسنگی را منتشر کرد که نامزد بهترین کتاب سرگذشت‌نامه در سایت «گودریدز» شد و بسیاری از منتقدان و نویسندگان ازجمله «دیوید سداریس» "گرسنگی" را بهترین کتاب سال شمردند.